# 분쿄구
분쿄구(일본어: 文京区 분쿄쿠[*])는 일본 도쿄도에 있는 특별구 중 하나이다. 도쿄 구부의 중앙에 위치하며 주거와 교육 중심지이다. 메이지 시대에 학자와 정치가들, 그리고 나쓰메 소세키와 같은 문학가가 이곳에서 태어났다. 출판, 인쇄, 첨단 의료 산업이 분쿄 경제에서 중요한 역할을 한다. 최근에는 IT 산업이 번성하고 있다. 분쿄에는 대형 병원과 도쿄 돔, 유도의 고도칸, 도쿄 대학이 있다.

## 지리

### 인접한 자치체
- 기타구
- 다이토구
- 도시마구
- 신주쿠구
- 아라카와구
- 지요다구

### 지역
- 오쓰카(大塚)
- 오토와(音羽)
- 가스가(かすが)
- 고이시카와(小石川)
- 고라쿠(後楽)
- 고히나타(小日向)
- 스이도(水道)
- 세키구치(関口)
- 센고쿠(千石)
- 센다기(千駄木)
- 니시카타(西片)
- 네즈(根津)
- 하쿠산(白山)
- 혼코마고메(本駒込)
- 혼고(本郷)
- 무코가오카(向丘)
- 메지로다이(目白台)
- 야요이(弥生)
- 유시마(湯島)

## 경제
일본의 출판사 고단샤와 약국 체인 토모즈(Tomod's)의 본사가 분쿄구에 있다.

## 교육

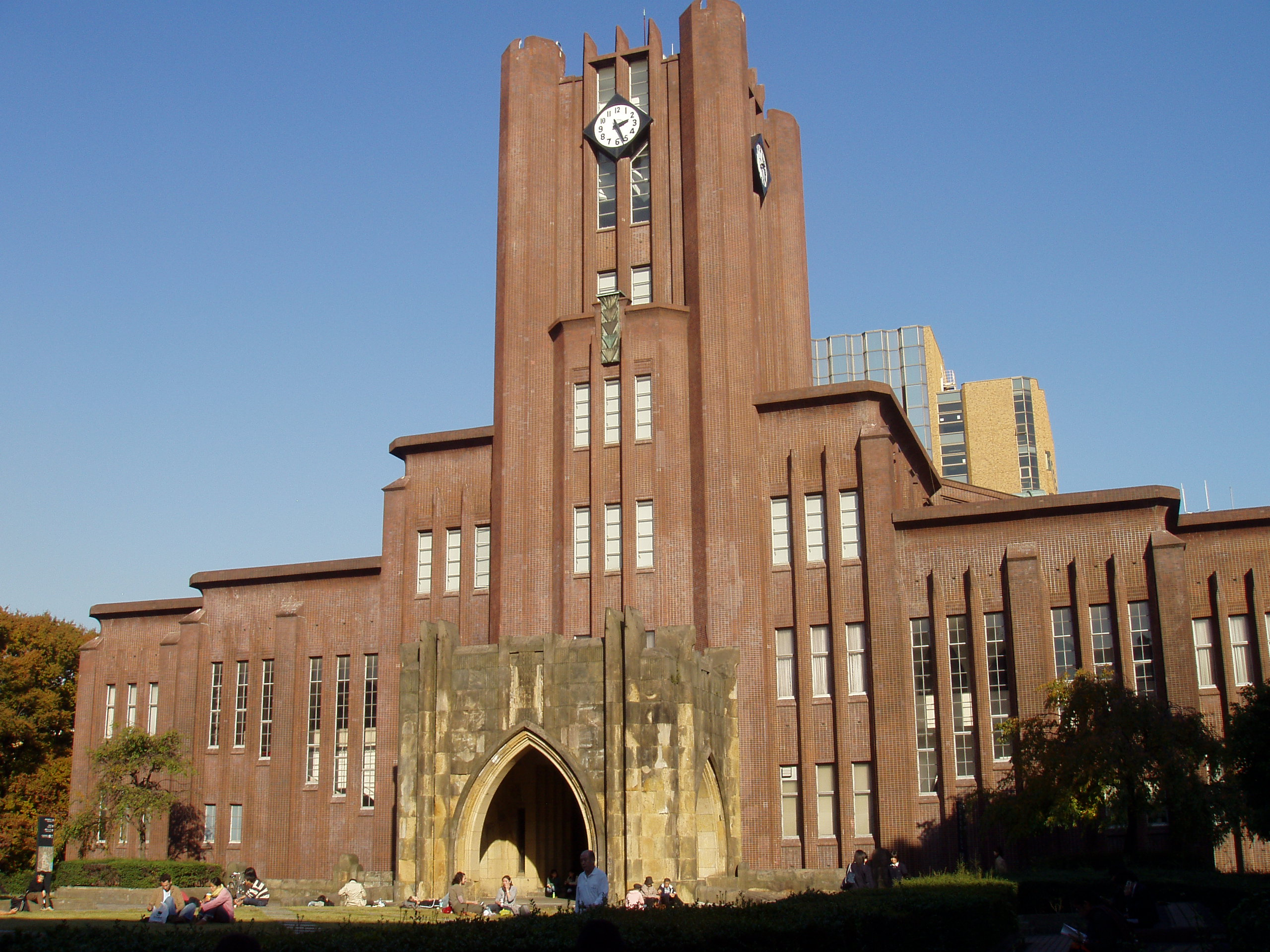
도쿄 대학

### 국립 대학
- 도쿄 대학
- 오차노미즈 여자대학
- 쓰쿠바 대학 오쓰카 캠퍼스
- 도쿄 의과치과대학

### 사립 대학
- 아토미 대학
- 준텐도 대학
- 다쿠쇼쿠 대학
- 주오 대학 공학부,법학부
- 도쿄 여자대학
- 도요 대학
- 도요 가쿠인 대학
- 일본의과대학
- 니혼 여자대학
- 분쿄 가쿠인 대학

## 시설

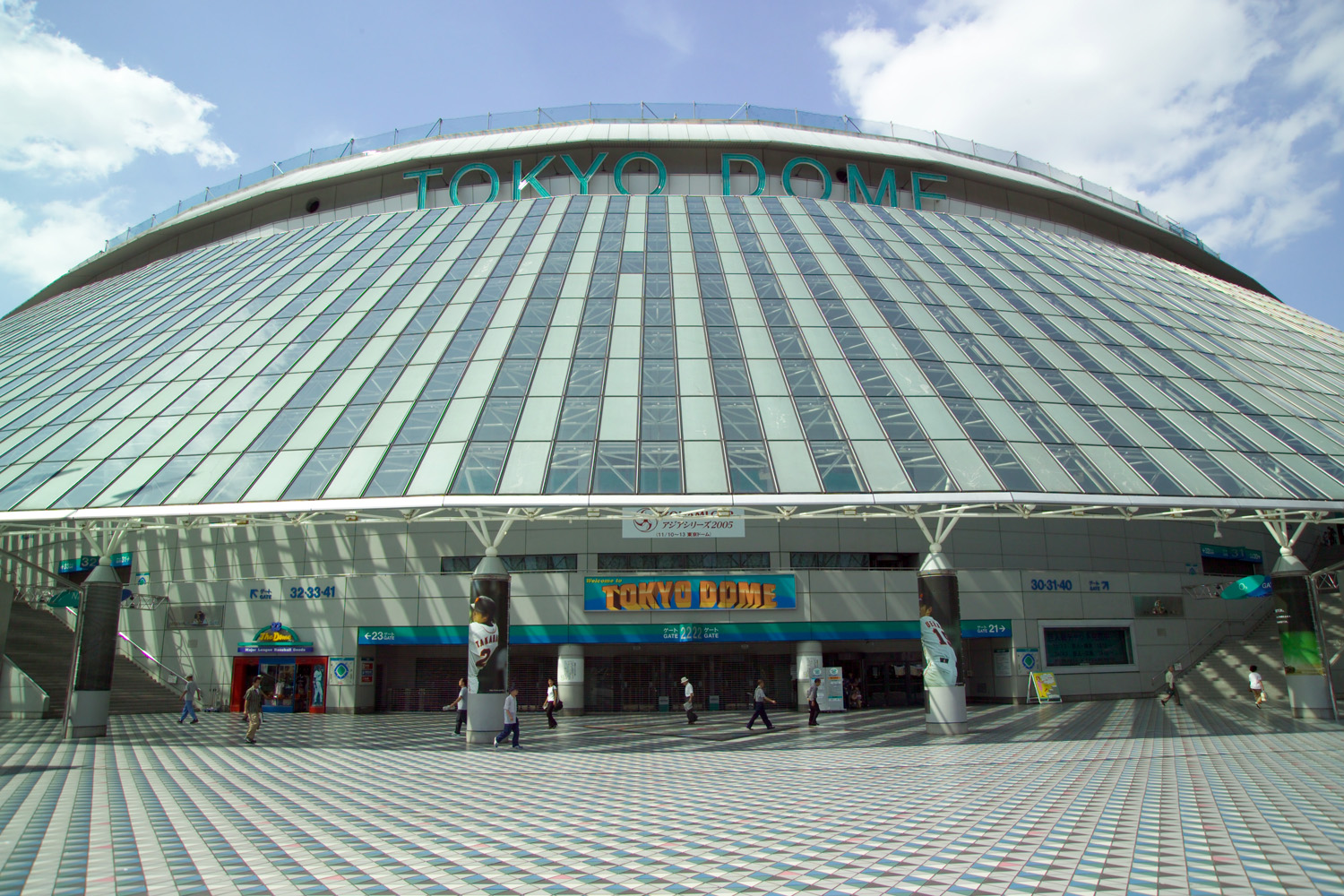
도쿄 돔

- 도쿄 돔 - 요미우리 자이언츠가 홈 구장으로 사용
- 고이시카와 식물원 - 도쿄 대학 부속 시설
- 고도칸
- 고코쿠지
- 네즈 신사
- 야나카 묘원
- 호분샤 - 만화 출판기업
- 코단샤 - 출판회사
- 킹레코드 - 음반기업

## 교통

### 도로
- 수도고속도로

### 철도
- 도쿄도 교통국(도에이 지하철)
  - 미타선
    - (지요다구) - 스이도바시역 - 가스가역 - 하쿠산역 - 센고쿠역 - (도시마구)

  - 오에도선

- 도쿄 메트로
  - 마루노우치선
    - (지요다구) - 오차노미즈역 - 혼고산초메역 - 고라쿠엔역 - 묘가다니역 - 신오쓰카역 - (도시마구)

  - 지요다선
  - 유라쿠초선
  - 난보쿠선